# 버질 힐

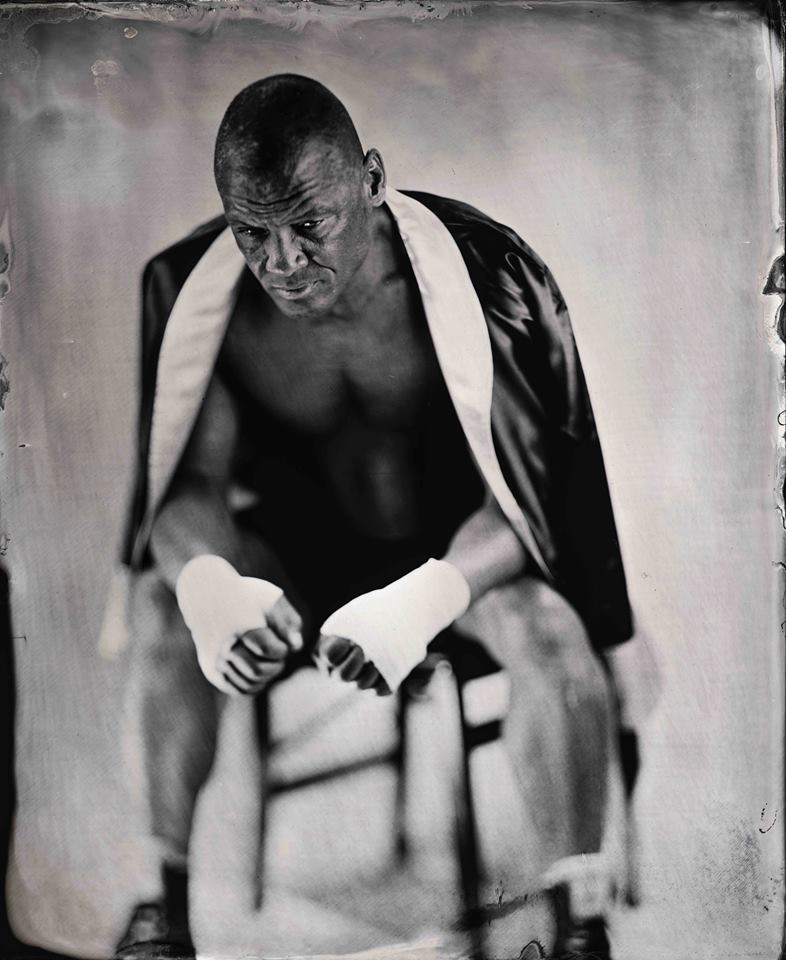

버질 힐(Virgil Hill, 1964년 1월 18일 ~ )은 미국의 권투 선수이다.
국제 복싱 연맹 및 세계 복싱 협회에서 주최한 대회의 라이트 헤비급 부문에 참가해 총 4차례 우승을 차지한 바 있으며, 1984년 하계 올림픽에 참가해 미들급 부문 결승전에서 신준섭에 패해 은메달을 획득하였다. 총 전적은 57전 50승 7패이며, 2013년 국제 복싱 명예의 전당에 입성하였다.